# Femme Fatale (película)
Femme Fatale es una película de género suspense dirigida en el año 2002 por Brian De Palma, coproducción de Estados Unidos, Francia y Suiza.

## Argumento
Una bella mujer está contemplando una película en la habitación de un hotel. Su nombre es Laure Ash (Rebecca Romijn), y es una mujer tan seductora como peligrosa: lo que se suele llamar una auténtica femme fatale. Junto a su amante, Black Tie (Eriq Ebouaney), está preparando un golpe de lo más preciso durante la celebración del Festival de Cannes.
Se trata de robar un valiosísimo collar de diamantes que llevará la amante de un director de cine. Allí Laure se hace pasar por una fotógrafa que seduce a la joven en los lavabos del Palais del Festival, el lugar donde dará el cambiazo del auténtico por un collar falso que no despierte sospechas. Pero la verdadera intención de Laure es huir con el collar dejando tirado a su cómplice, que es detenido y llevado a prisión. Laure llega a París, donde para desaparecer de escena debe adoptar otra identidad. 
Siete años después regresa a París convertida en la esposa del embajador estadounidense en Francia (Peter Coyote). Intenta pasar desapercibida, pero Nicolás Bardo (Antonio Banderas), un paparazzi que está atento a todo lo que sucede, la descubre y le hace unas fotos que la pueden descubrir. Black Tie sale de la prisión dispuesto a encontrar a Laure, ahora convertida en Lily, y hacerle pagar muy cara la traición. Pero ella sabe cómo manejar a los hombres...

## Reparto (elenco)
| - Rebecca Romijn : Laure Ash / Lily - Antonio Banderas : Nicolás Bardo - Peter Coyote : Bruce Watts - Eriq Ebouaney : Black Tie - Édouard Montoute : Racine - Rie Rasmussen : Verónica - Thierry Frémont : Serra - Gregg Henry : Leonard Shiff | - Fiona Curzon : Stanfield Phillips - Daniel Milgram : Pierre / Barman - Jean-Marc Minéo : un guardián - Jean Chatel : el comentarista del Festival de Cannes - Éva Darlan : Irma - Jean-Marie Frin : Louis - Sandrine Bonnaire : ella misma | - Régis Wargnier : él mismo - David Belle : policía francés - Gilles Jacob : él mismo - Laurence Martin : Nathalie - Salvatore Ingoglia : el camionero - Jo Prestia : Napoléon - Françoise Michaud : mujer con el ciego - John Stamos : un agente (cameo) |

## Banda sonora
Entre las diferentes piezas musicales interpretadas en la película está una adaptación de Ryūichi Sakamoto del Bolero de Ravel. También se incluyen dos piezas de la película Perdición (1944) mostrada al inicio de la cinta: "My Ideal" (1930), de Newell Chase y Richard A. Whiting; "Punishment" de Miklós Rózsa.
En 2002 Damien Saez fue contactado por Brian de Palma para participar en la banda sonora de la película Femme Fatale. La canción escogida, "Sexe", provocó revuelo: a causa de su letra explícita, algunas radios se negaron a difundir la canción. El videoclip no fue transmitido por televisión.[cita requerida]